# Alphacarmovirus
Genre
Espèces de rang inférieur
- espèce-type : Carnation mottle virus

Alphacarmovirus est  un genre de virus de la famille des Tombusviridae, sous-famille des  Procedovirinae, qui comprend sept espèces acceptées par l'ICTV, dont l'espèce-type, Carnation mottle virus (virus de la marbrure de l'œillet). 
Ce sont des virus à ARN linéaire, à simple brin de polarité positive, classés dans le groupe IV de la classification Baltimore.
Ces virus infectent les plantes (phytovirus).
Ce genre résulte de la scission proposée en 2015 de l'ancien genre Carmovirus, qui regroupait 19 espèces, en trois nouveaux genres : Alphacarmovirus (7 espèces), Betacarmovirus (4 espèces) et Gammacarmovirus (4 espèces). Les quatre espèces dont le génome n'était pas encore séquencé en 2014 : AWV (Ahlum waterborne virus), CSBV (Cucumber soil-borne virus), BMMV (Bean mild mosaic virus) et WWV (Weddel waterborne virus), ont été classées dans la famille des Tombusviridae sans genre assigné. 
Le génome est monopartite. 
Les virions, non enveloppés, sont constitués d'une capside sphérique à symérie icosaédrique.
Ils infectent une vaste gamme de plantes-hôtes, appartenant aux monocotylédones et dicotylédones.

## Structure
Les virions sont des particules non-enveloppées, de forme sphérique, de 28 à 34 nm de diamètre. La capside à symétrie icosaédrique de type T=3, est composée de 30 capsomères hexamériques (le virion est constitué de 180 sous-unités protéiques). 

## Génome
Le génome, monopartite, est constitué d'une molécule d'ARN linéaire à simple brin de sens positif, de 4 à 5,4 kb. Il est dépourvu de structure de coiffe à l'extrémité 5' et de queue poly(A).

## Transmission
Les virus de ce genre sont transmis par le sol. Quelques espèces sont transmises naturellement par des champignons, d'autres par des coléoptères ou par les graines. Le type de transmission n'est un caractère spécifique permettant ce distinguer ce genre des autres genres de la famille des Tombusviridae. 
Tous les virions sont facilement transmis par inoculation mécanique.

## Liste d'espèces
Selon NCBI (6 février 2021) :
- Angelonia flower break virus (AnFBV)
- Calibrachoa mottle virus (CbMV)
- Carnation mottle virus (CMV)
- Honeysuckle ringspot virus (HnRSV )
- Nootka lupine vein clearing virus (NLVCV)
- Pelargonium flower break virus (PFBV)
- Saguaro cactus virus (SCV)